# Пестов, Александр Семёнович
Александр Семёнович Пестов (1802 — 1833/1834) — декабрист.

## Биография
Родился в 1802 году в семье поэта Семёна Семёновича Пестова, разорившегося помещика Александрийского уезда Херсонской губернии.
Воспитывался дома. В службу вступил 8 марта 1816 года — юнкер 50-й батарейной роты 26-й артиллерийской бригады. Вскоре, 18.4.1817, был переведён в 5-ю резервную батарейную роту. С 18 июня 1820 года  — прапорщик 1-й батарейной роты 9-й артиллерийской бригады (26-я бригада 20.05.1820 года была переименована в 9-ю); подпоручик — с  16.4.1824, бригадный квартирмейстер — с 26.10.1824.
В 1824 году был принят в члены Общества соединенных славян. Вместе с Горбачевским и Спиридовым добровольно был включен в список цареубийц. 
После декабрьского восстания был арестован и доставлен из Александрии Херсонской губернии в Санкт-Петербург на главную гауптвахту — 5.2.1826; 7 февраля переведён в Петропавловскую крепость («посадить по усмотрению и содержать строго») в № 9 Невской куртины.
По приговору Верховного уголовного суда был осужден по I разряду и приговорён в каторжную работу вечно. Высочайшим указом 22 августа 1826 года срок был сокращен до 20 лет. Доставлен в Читинский острог — 20 декабря 1827 года; в Петровский завод прибыл в сентябре 1830; 8 ноября 1832 года срок каторги был сокращен до 15 лет.
Умер в Петровском заводе 25 декабря 1833 (6 января 1834) года.